# Ellsworth County
Ellsworth County ist ein County im Bundesstaat Kansas der Vereinigten Staaten. Der Verwaltungssitz (County Seat) ist Ellsworth. Das U.S. Census Bureau hat bei der Volkszählung 2020 eine Einwohnerzahl von 6376 ermittelt.

## Geographie
Das County liegt nahe dem geographischen Zentrum von Kansas und hat eine Fläche von 1874 Quadratkilometern, wovon 20 Quadratkilometer Wasserfläche sind. Es grenzt im Uhrzeigersinn an folgende Countys: Lincoln County, Saline County, McPherson County, Rice County, Barton County und Russell County.
Im County liegen der Mushroom Rock State Park und der Kanopolis State Park.

## Geschichte
Ellsworth County wurde am 26. Februar 1867 aus Teilen des Marion County und freiem Territorium gebildet. Benannt wurde es nach dem Fort Ellsworth, das nach Allen Ellsworth, dem 2nd Lieutenant der 7. Iowa-Kavallerie, benannt wurde.
21 Bauwerke und Stätten des Countys im National Register of Historic Places eingetragen.

## Demografische Daten

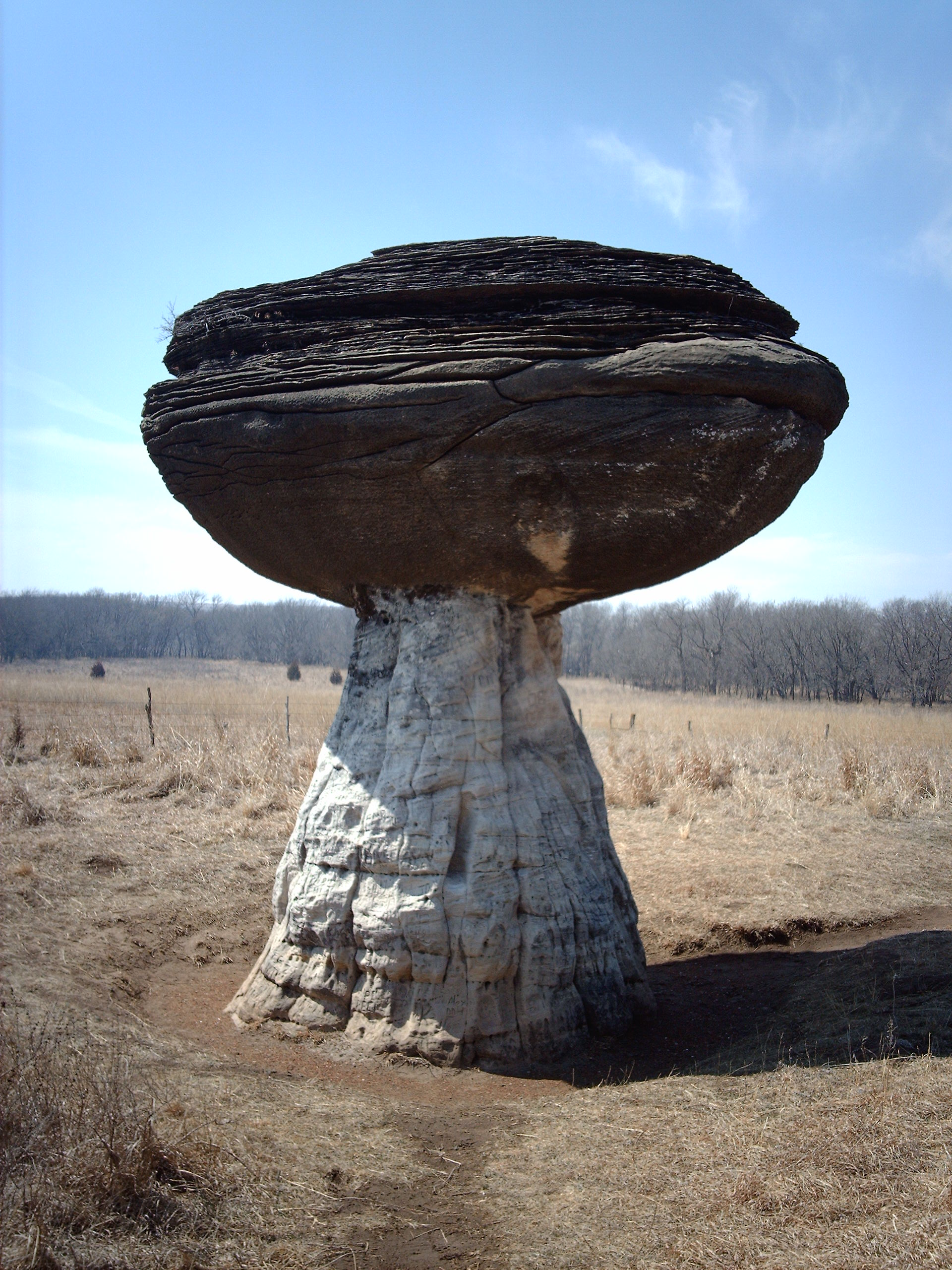
Felsformation im Mushroom Rock State Park

Nach der Volkszählung im Jahr 2000 lebten im Ellsworth County 6525 Menschen in 2481 Haushalten und 1639 Familien im Ellsworth County. Die Bevölkerungsdichte betrug 4 Einwohner pro Quadratkilometer. Ethnisch betrachtet setzte sich die Bevölkerung zusammen aus 93,67 Prozent Weißen, 3,56 Prozent Afroamerikanern, 0,48 Prozent amerikanischen Ureinwohnern, 0,25 Prozent Asiaten, 0,02 Prozent Bewohnern aus dem pazifischen Inselraum und 0,86 Prozent aus anderen ethnischen Gruppen; 1,18 Prozent stammten von 2 oder mehr Ethnien ab. 3,59 Prozent der Bevölkerung waren spanischer oder lateinamerikanischer Abstammung.
Von den 2481 Haushalten hatten 27,9 Prozent Kinder unter 18 Jahren, die mit ihnen gemeinsam lebten. 57,2 Prozent waren verheiratete, zusammenlebende Paare, 6,2 Prozent waren allein erziehende Mütter und 33,9 Prozent waren keine Familien. 31,4 Prozent aller Haushalte waren Singlehaushalte und in 17,3 Prozent lebten Menschen mit 65 Jahren oder darüber. Die Durchschnittshaushaltsgröße betrug 2,30 und die durchschnittliche Familiengröße betrug 2,88 Personen.
21,4 Prozent der Bevölkerung waren unter 18 Jahre alt. 7,3 Prozent zwischen 18 und 24 Jahre, 27,1 Prozent zwischen 25 und 44 Jahre, 23,8 Prozent zwischen 45 und 64 Jahre und 20,4 Prozent waren 65 Jahre alt oder älter. Das Durchschnittsalter betrug 42 Jahre. Auf 100 weibliche Personen kamen 111,9 männliche Personen. Auf 100 erwachsene Frauen ab 18 Jahren kamen 114,1 Männer.
Das jährliche Durchschnittseinkommen eines Haushalts betrug 35.772 USD, das Durchschnittseinkommen einer Familie betrug 44.360 USD. Männer hatten ein Durchschnittseinkommen von 30.110 USD, Frauen 20.486 USD. Das Prokopfeinkommen betrug 16.569 USD. 4,0 Prozent der Familien und 7,2 Prozent der Bevölkerung lebten unterhalb der Armutsgrenze.

## Orte im County
- Arcola
- Black Wolf
- Carneiro
- Ellsworth
- Holyrood
- Kanopolis
- Langley
- Lorraine
- Midway
- Terra Cotta
- Venango
- Wilson

Townships
- Ash Creek Township
- Black Wolf Township
- Carneiro Township
- Clear Creek Township
- Columbia Township
- Ellsworth Township
- Empire Township
- Garfield Township
- Green Garden Township
- Langley Township
- Lincoln Township
- Mulberry Township
- Noble Township
- Palacky Township
- Sherman Township
- Thomas Township
- Trivoli Township
- Valley Township
- Wilson Township